# Лія Фельдман
Лія Фельдман (їд. לאה פֿעלדמאן; англ. Leah Feldman), також відома як Лія Даунс (їд. לאה דאונס; англ. Leah Downes; вересень 1898, Одеса — 3 січня 1993, Лондон) — єврейська кравчиня-анархістка, що більшу частину свого життя жила в Лондоні, Англія, та брала участь в анархістському русі майже 80 років, а наприкінці життя була останньою живою ланкою британського анархістського руху до російської революції 1917 року, махновського руху та єврейського анархістського руху в лондонському Іст-Енді до Другої світової війни.

## Біографія

### Раннє життя
Лія Фельдман народилася в Одесі, у вересні 1898 року в єврейській родині, яка розмовляла мовою їдиш. Сім'я переїхала до Варшави, Польща, коли Фельдман була ще молодою та приєдналася до соціалістичного клубу, коли їй було 12 років.

### Знайомство з анархізмом
У 1913 році Лія Фельдман переїхала до Англії з деякими родичами проти волі матері, де почала працювати кушніркою та познайомилась з анархістським рухом.  Вона прочитала брошуру Петра Кропоткіна, російського теоретика анархізму, «Звернення до молоді» та почала відвідувати недільну школу в клубі анархістів на вулиці Ювілейній. Лія Фельдман брала участь у єврейських профспілках, що діяли у Східному Лондоні.

### Російська революція
Лія Фельдман планувала повернутись до своєї родини у Варшаві, Польща, але їй завадив початок Першої світової війни. У травні 1917 року, як і багато російський і східноєвропейських єврейських анархістів у Британії, Лія переїхала до Росії, коли на її території відбувалася революція. Познайомилась з Кропоткіним, а у травні 1921 року була на його похоронах у Москві. На відміну від деяких західних анархістів, що підтримали більшовистський режим, анархістка люто критикувала новий уряд і не змінила своєї думки до кінця свого життя. Лія Фельдман поїхала до України, щоби взяти участь у махновському русі. Під час громадянської війни працювала кравчинею.

### Іспанська революція
У 1927 році Лія Фельдман поїхала до Берліна, потім рік прожила в Парижі, а в 1928 році повернулася до Лондона. Спочатку їй було відмовлено у в’їзді до Великої Британії, оскільки вона виявилася особою без громадянства, тому в 1931 році вийшла заміж за британського колишнього військовослужбовця, щоб отримати британське громадянство. Вона продовжувала працювати кравчинею та виявила, що анархістський рух у Лондоні згасає. Протягом чотирьох років у 1930-х роках жила в Палестині. У 1934 році направилась до Лондона, де брала активну участь у підтримці анархістського руху під час Іспанської революції. 
Підтримувала газету «Spain and the World» (укр. «Іспанія та світ»). Лія Фельдман разом з Ліліан Вульф працювали продавчинями анархічної газети «Freedom» (укр. «Свобода») протягом багатьох десятиліть. Була учасницею кампаній, пов'язаних з Лютою бригадою, стратою Сакко і Ванцетті, кампаніями анархістського «Чорного хреста» за анархістських дисидентів у Франкістській Іспанії та антиядерних маршах 1960-х років.

### Останні роки життя
Лію Фельдман було зареєстровано сліпою після того, як її зір було пошкоджено внаслідок вибуху бомби, що посилилося після нещасного випадку в хірургії. У сімдесятирічному віці вона вирушила до Варшави, щоб спробувати розшукати своїх родичів, усі з яких загинули. Вона померла у Лондоні 3 січня 1993 року.